# Hexatoma ussuriensis
Hexatoma ussuriensis är en tvåvingeart som beskrevs av Alexander 1934. Hexatoma ussuriensis ingår i släktet Hexatoma och familjen småharkrankar. Inga underarter finns listade i Catalogue of Life.